# Le Lièvre et la Tortue (film, 1943)
Pour les articles homonymes, voir Le Lièvre et la Tortue.
Pour plus de détails, voir Fiche technique et Distribution.
Le Lièvre et la Tortue, ou La tortue bat encore le lièvre (Tortoise Wins by a Hare), est un cartoon Merrie Melodies réalisé par Bob Clampett en 1943.